# De tripas corazón
De tripas, corazón es un cortometraje mexicano de 1996, nominado al Oscar y galardonado en diferentes festivales tales como Algarve International Film Festival & Ariel Awards, y el primer trabajo como actor de cine del mexicano Gael García Bernal.
En Concepción de Buenos Aires, Jalisco, un grupo de adolescentes alardean de sus supuestas experiencias sexuales. Alejado de sus amigos, el tímido Martín (Gael García) sueña con la Meifer, la más bella de las chicas del prostíbulo local.